# 板城镇 (钦州市)
板城镇，是中华人民共和国广西壮族自治区钦州市钦北区下辖的一个乡镇级行政单位。

## 行政区划
板城镇下辖以下地区：
板城社区、那香社区、众仁村、厚孟村、中心村、新城村、朝阳村、板中村、牛寮村、屯车村、板城村、竹山村、三联村、屯茂村、六虾村、宁家村、飞跃村、红华村、那觅村、那芳村和高龙村。